# Ник Ривьера
Доктор Ник Ривьера (англ. Dr. Nick Riviera) (1967—2007) — персонаж мультсериала «Симпсоны». Озвучен Хэнком Азариа. Ник — шарлатан, хоть и с медицинским образованием (он даже утверждает, что лечит не хуже, чем доктор Хибберт). В одном из эпизодов он, взяв учебник по анатомии, восклицает: «Ужас, дама проглотила ребёнка!»
Персонаж — пародия на врачей, обучавшихся в «сомнительных» медицинских колледжах. Возможно, персонаж получил своё имя в честь персонального врача Элвиса Пресли Джорджа Ничопоулоса, который часто представлялся как Доктор Ник.
Прообразом персонажа доктора Ника послужил режиссёр Габор Чупо, режиссёр фильма Мост в Терабитию и глава анимационной студии Klasky Csupo. Его студия принимала участие в создании первых трёх сезонов Симпсонов.

## Персонаж
Ривьера — гражданин США латиноамериканского происхождения. Он получил медицинскую степень в Медицинском Колледже Голливуда (в котором он большую часть времени тратил на вечеринки). До сих пор ни один из его пациентов, которых он обманул, покалечил, дал бесполезный или вредный совет, не подали против него иск. Хотя в эпизоде «Homer's Triple Bypass» против него было возбуждено уголовное дело из-за того, что из морга, за который он отвечал, исчезли трупы погибших в больнице пациентов. В этом же эпизоде один из его пациентов напал на него из-за того, что доктор Ник пришил руку вместо ноги и ногу вместо руки соответственно. Примечательно, что оба этих органа продолжали при этом нормально функционировать. Как и многие другие персонажи «Симпсонов» образ доктора Ника стереотипен, он основан на представлении о безнравственных, не имеющим представления о врачебной этике врачах, для которых деньги важнее здоровья пациентов. В эпизоде «The Girl Who Slept Too Little» можно видеть, как Ривьера выкапывает трупы на кладбище. В эпизоде «Much Apu About Nothing» его можно видеть сдающим экзамен на получение гражданства.
Доктор Ник часто появляется в рекламе на телевидении, предлагая широкий спектр медицинских услуг. Он часто участвует в шоу «Я не могу поверить, что они изобрели это!» в качестве изобретателя и продавца. Доктор Ник — владелец частной клиники, которая находится на Боу-стрит, 44. Телефонный номер клиники 555-NICK. Политика полной конфиденциальности гарантирует ей большой приток клиентов, таких как Барни Гамбл, Вэйлон Смитерс и профессор Фринк.
Ник Ривьера несколько раз оказывал помощь семье Симпсонов, тогда, когда Симпсоны не могли позволить себе услуги доктора Хибберта, например, когда Гомеру потребовалась срочная операция на сердце. Несколько раз Ривьеру можно увидеть заодно с доктором Хиббертом в качестве ассистента. Последний иногда рекомендует обратиться к Нику Ривьере, когда собственная репутация не позволяет ему оказать услугу, опасную для здоровья пациента (например, помочь Гомеру растолстеть до 300 фунтов в эпизоде «King-Size Homer» Или превратить Мо Сизлака в лилипута).

### Смерть и воскрешение
Доктор Ник Ривьера погибает в фильме «Симпсоны в кино», придавленный осколком колпака, накрывавшего Спрингфилд, сказав на прощание «Bye Everybody!». Джеймс Брукс и Эл Джен в интервью подтвердили, что доктор Ник умер, но уже в первой серии двадцатого сезона он появляется вновь, возможно события полнометражных «Симпсонов» неканонические.

## Коронная фраза
Коронной фразой доктора Ника является восклицание «Hi, everybody!», на которое немедленно хором следует ответ «Привет, доктор Ник!» от других персонажей. В эпизоде «Margical History Tour», в котором доктор Ник изображён врачом умирающего Моцарта, он приветствует окружающих фразой «Guten Tag, everybody!» В эпизоде «Lisa the Simpson» Ривьера приветствует замороженного Джаспера Бердли фразой «Hi frozen body!» Умирая, он сказал похожую фразу «Bye Everybody!»